# Rage Against the Machine (video)
Rage Against the Machine è il primo album-video del gruppo rap metal statunitense Rage Against the Machine, pubblicato nel 1997. 

## Tracce
Live in Concert
1. Intro - 0:09
2. The Ghost of Tom Joad - 5:13
3. Vietnow - 4:49
4. People of the Sun - 2:31
5. Bulls on Parade - 3:57
6. Bullet in the Head - 5:49
7. Zapata's Blood (short clip) - 1:45
8. Know Your Enemy - 5:21
9. Bombtrack - 4:09
10. Tire Me - 2:57
11. Killing in the Name - 13:04
12. Outro - 2:03

Uncensored Video Clips (Official Music Videos)
1. Killing in the Name - 5:14
2. Bullet in the Head - 4:49
3. Freedom - 5:58
4. Bulls on Parade - 3:52
5. Memory of the Dead/Land and Liberty (poem recitation) - 3:43
6. People of the Sun - 2:48

Song in Credits
1. Down Rodeo